# Boxed In
Boxed In este un film românesc din 2013 regizat de Ilinca Neagu. Rolurile principale au fost interpretate de actorii Ana Maria Moldovan.

## Distribuție
Distribuția filmului este alcătuită din:
- Ana Maria Moldovan — Alina
- Olivier Bonjour — Mr.Collart
- Arnaud Bronsart — Mathieu